# Jan Pauwel Gillemans II

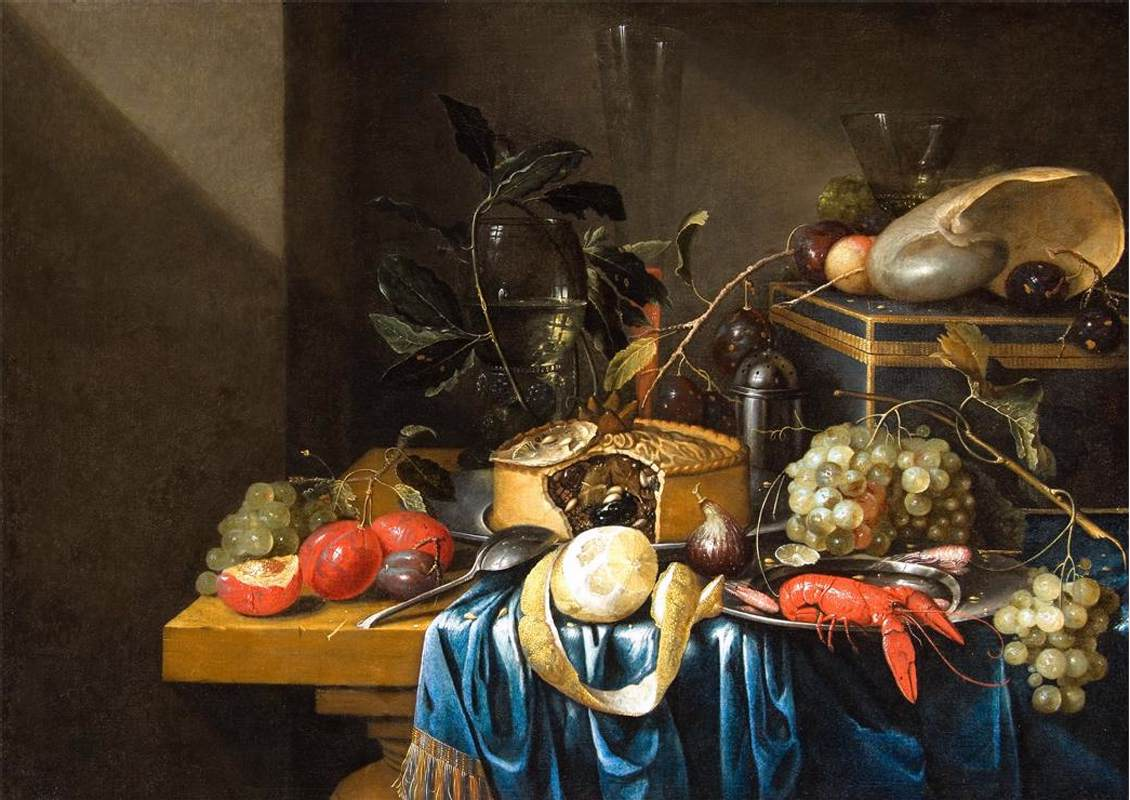
Martwa natura

Jan Pauwel Gillemans określany jako Młodszy lub II (ur. 1651 w Antwerpii, zm. 1704 w Amsterdamie) – flamandzki malarz barokowy.
Był synem i uczniem Jana Pauwela Gillemansa I, podobnie jak ojciec tworzył głównie martwe natury przedstawiające owoce i kwiaty w manierze Jana Davidszoona de Heema. W latach 1665–66 uczył się w warsztacie Jorisa van Sona. W 1673-74 został mistrzem gildii św. Łukasza. 
Gillemans był protestantem i lepiej czuł się w sąsiedniej Holandii niż w katolickiej Flandrii. Wyjazdy zaowocowały przyjęciem przez artystę wzorców malarstwa holenderskiego. Malarz pracował samodzielnie i współpracował przy niektórych pracach z pejzażystą Pieterem Rysbraeckiem (1655–1729), który malował italianizujące pejzaże stanowiące tło dla owocowych girland Gillemansa. Czasami dołączał do nich trzeci malarz, Jan Peter Ikens (1648–1695), specjalizujący się w malowaniu postaci. 
Jan Pauwel Gillemans II pracował również w Anglii, w 1675 wzmiankowano go w Middelburgu, gdzie został ukarany grzywną za sprzedaż obrazów w mieście, w którym nie był członkiem cechu. Członkiem gildii w Middelburgu został dopiero w 1702, jednak wkrótce przeniósł się na stałe do Amsterdamu, gdzie kilka lat później zmarł.
W Muzeum Okręgowym w Rzeszowie znajdują się dwa, niemal bliźniacze obrazy namalowane przez Gillemansa i Rysbraecka noszące wspólny tytuł Martwa natura z puttami.